# ラジオやってます
ラジオやってます（らじおやってます）は、RKKラジオ（熊本放送）で2020年10月3日から毎週土曜 9:00 - 11:29（JST）に放送されている、RKKアナウンサー糸永有希の冠番組であるラジオ番組群。
後述の通り糸永とコンビを組む男性タレントの変遷により番組名が変動しており、番組開始当初から2024年3月30日までは糸永 大輔 ラジオやってます（いとなが だいすけ らじおやってます、略称イトダイ）、2024年4月6日からは糸永 洋平 ラジオやってます（いとなが ようへい らじおやってます、略称イトヘー）と称する。
当項では、2021年、2022年及び2023年の元日に当番組を基に放送された特別番組についても述べる。

## 概要・番組内容

### 「糸永 大輔ラジオやってます」として開始
「糸永 大輔ラジオやってます」（イトダイ）として2020年10月3日開始。RKKアナウンサーの糸永有希、熊本のローカルタレントの渡辺大輔の両者にとって初の冠番組となる。
音楽や落ち着いたトークを中心とした前番組とは大幅に趣を異にする、バラエティーに富んだ番組構成が特徴であった。

### 渡辺降板による「糸永 大輔」コンビの終焉
2024年3月限りで渡辺が諸事情で降板することとなり、「糸永 大輔ラジオやってます」としては2024年3月30日で終了、番組自体はリニューアルとなる。

### 2024年4月のリニューアル・「糸永 洋平」コンビへ
2024年4月6日からは「糸永 洋平 ラジオやってます」（イトヘー）に番組がリニューアルされた。毎月最終週は田中の代わりに月替わりのパーソナリティーが登場するようになり、アフタートークのradikoポッドキャストでの配信も行われるようになった。
尚、このリニューアルで番組のメールアドレスも変更されている。2025年9月27日、最終回を予定。

### 放送時間等
※何れもJST
放送開始当初から9:00 - 11:29。
2001年4月改編で小松士郎がパーソナリティをつとめた「小松士郎＠のほほんラヂオ」の放送開始時間が7:00に繰り上げられて以来、19年半ぶりに土曜午前の生ワイド番組が9:00開始となった。
1月2日或いは3日が土曜日に当たる場合は「東京箱根間往復大学駅伝競走」中継（文化放送制作）の為放送休止。
また、元日も放送休止となるが、それに該当した2022年は、当番組のフォーマットを基にした特別番組が放送された（後述）。

## 出演者

### パーソナリティ
- 糸永有希（RKKアナウンサー）（放送開始 - ）
- 田中洋平（ローカルタレント）（2024年4月6日 - ）

### 過去のパーソナリティ
- 渡辺大輔（ローカルタレント）（放送開始 - 2024年3月30日[X 1]）
  - 番組途中では糸永の「RKKアナウンサーの糸永有希です」の自己紹介の後に、「フリーランスの渡辺大輔です」と続けることもあった。

### レギュラー出演者休演時の代役

#### 糸永・大輔時代
- MEG（2021年1月30日[X 7]、2022年1月15日[X 8]、2023年2月25日[X 9]の糸永の代役）
  - 代理回タイトルは「MEGと大輔 ラジオやってます」[X 10]（メグダイ）。糸永[9]・渡辺[11]双方と親交がある為代役起用に至ったらしい。
- 岩本実希（2021年5月8日の糸永の代役[X 11]）
  - 代理回タイトルは「岩本・大輔 ラジオやってます」（イワダイ）。普段はリポーターとして出演している。
- 又野千紘（2021年10月9日[X 12]・2022年7月23日[X 13]・2023年11月25日[12]、12月30日[X 15]の糸永の代役）
  - 代理回タイトルは「又野・大輔 ラジオやってます」（マタダイ）。糸永と家族ぐるみの交流があり代役起用に至ったそうで、うち2回は諸事情による緊急登板[13]である。
- 吉田明央（2021年12月11日の渡辺の代役[X 16]）
  - 代理回タイトルは「糸永・吉田 ラジオやってます」（イトヨシ）。
- 小松野希海（2022年1月8日の糸永の代役[X 17]）
  - 代理回タイトルは「小松野・大輔 ラジオやってます」（コマダイ[X 8]）。
- 木村和也（2022年12月10日の渡辺の代役[X 18])
  - 代理回タイトルは「糸永・キムカズ ラジオやってます」。
- 田中洋平（2023年12月9日の渡辺の代役)
  - 代理回タイトルは「糸永・洋平 ラジオやってます」。2024年4月から田中が渡辺の後任となった。

#### 糸永・洋平時代
- 山田法子（2024年4月27日、2025年4月26日の田中の代役）
  - 元RKKアナウンサー。代理回タイトルは「糸永・山田 ラジオやってます」。
- 常盤よしこ（2024年5月25日、2024年10月26日の田中の代役）
  - ミミーキャスターOG（35期）。代理回タイトルは「糸永・よしこ ラジオやってます」。また2024年10月の代役出演では糸永も不在のため、タイトルを「又野とよしこでラジオやってます」と変更し、又野千紘との共演となった。
- 沖村考祐（2024年6月29日、2025年6月7日の田中の代役）
  - RKKアナウンサー。代理回タイトルは「糸永・沖村 ラジオやってます」。
- 又野千紘（2024年7月27日の田中の代役、2024年10月26日の糸永の代役）
  - 元RKKアナウンサー及びミミーキャスターOG（33期）。糸永・大輔時代に4回の代理出演があるが、糸永との共演は初。代理回タイトルは「糸永・又野 ラジオやってます」。また2024年10月の代役出演では田中も不在のため、常盤よしことの共演となった（前述）。
- 水上清乃（2024年8月31日、2024年11月30日の田中の代役）
  - 糸永とは「水曜だけど土曜の番組」で共演。代理回タイトルは「糸永・清乃 ラジオやってます」。
- 田名網駿一（2024年9月28日、2025年7月26日の田中の代役）
  - RKKアナウンサー。代理回タイトルは「糸永・田名網 ラジオやってます」。
- MEG（2024年10月19日の糸永の代役）
  - 糸永・大輔時代に3回の代理出演経験あり。また田中とはRKK以外の放送局で1度だけ共演経験あり。代理回タイトルは「MEGと洋平 ラジオやってます」。
- 大田黒浩一（2024年11月23日の田中の代役）
  - リポーターとしての登場はあるが、代理パーソナリティーとしては初登場。代理回タイトルは「糸永・浩一 ラジオやってます」。
- 鵜川健（2024年12月21日、2025年5月31日の田中の代役）
  - 糸永が出演するテレビ番組「水曜だけど土曜の番組」チーフプロデューサー（スタッフ1号）。代理回タイトルは2024年12月は「糸永・1号 ラジオやってます」だったが、2025年5月は「糸永・鵜川 ラジオやってます」に変更。
- 米満薫（2025年2月1日の田中の代役）
  - RKK報道記者（2024年3月までアナウンサー）。代理回タイトルは「糸永・米満 ラジオやってます」。
- 吉田明央（2025年2月22日の田中の代役）
  - RKKアナウンサー。渡辺の代役として出演した4年前と異なり、代理回タイトルは「糸永・明央 ラジオやってます」となった。
- 青谷倫太郎（2025年3月15日の田中の代役）
  - RKK報道記者（元アナウンサー）。ラジオ出演は10年ぶり。代理回タイトルは「糸永・青谷 ラジオやってます」。
- まさやん（2025年3月29日の田中の代役）
  - 「水曜だけど土曜の番組」でMCとして糸永と共演。代理回タイトルは「糸永・まさやん ラジオやってます」。
- 本橋馨（2025年6月28日の田中の代役）
  - フリーアナウンサー（元熊本県民テレビ（KKT）アナウンサー）。2024年3月31日「村上美香のヒトコト」にゲスト出演して以来のラジオ出演。代理回タイトルは「糸永・もっちゃん ラジオやってます」。
- 草野遥（2025年8月16日の糸永の代役）
  - ミミーキャスターOG（41期）。糸永とは「水曜だけど土曜の番組」で共演しているが、田中とは初共演。代理回タイトルは「洋平・草野 ラジオやってます」。

## 主なコーナー
★印のコーナーは「糸永 大輔〜」時代からのもの

### 9時台
- ★クイズムーンリバース[14]
  - 前番組「桂木まやのシャバダバサタデー」の開始時から続くコーナー。クイズ問題となる曲の一部を逆回転で流し、その曲名と歌手名を当てるクイズ。クイズ正解者の中から抽選で3名に八ちゃん堂の冷凍たこ焼50個入をプレゼントする。解答はFAXまたはメールで11:00まで受け付ける。なおクイズ解答のメールアドレスは番組のメールアドレスではなく、解答専用のメールアドレス[15]宛になる。クイズの正解及び当選者発表は番組エンディングで行う。
- ★ものまねオールスターズリクエスト←ちょっとお邪魔の4分間!ものまねHEROESリクエスト
  - 渡辺→田中や、糸永にやってほしいものまねのネタを質問形式で募集するもの。2023年1月7日放送よりタイトル及びジングルを変更しリニューアル。
  - 当初はかつて渡辺がディレクター及びパーソナリティ、当番組の初代アシスタントディレクターの石橋尚子がパーソナリティをつとめていた同局のミニ番組「ちょっとお邪魔の4分間!HEROESリクエスト」（2022年9月終了）のセルフパロディーで、ジングルも同じものが使用されていた。
  - 糸永のレパートリーは、フグ田タラオ（タラちゃん）、波野イクラ（イクラちゃん）からコウメ太夫、野原しんのすけ、増田明美、アンミカ、森明子（RKK専属気象予報士）まで幅広い。
  - 渡辺は麻生太郎や石破茂、森本レオや武田鉄矢といった低音を活かしたレパートリーが多く、先輩ローカルタレントの奥田圭[16]や大田黒浩一、同局の局アナである田名網駿一といった身内もネタにしていた。

### 10時台
- やらかけ流し温泉
- ★糸永有希のヒトゴト相談室
  - 2021年10月開始。リスナーから寄せられる「相談に乗ってやる」コーナーで、糸永が「塩対応」[17]であしらう演出が恒例となっている。糸永休演時は基本休止されるが、又野千紘[18]の代演時については通常通り実施される。

### 11時台
- 糸畑任三郎
  - リスナーから送られてきたメッセージの真意や背景を糸永が推理する。尚、このコーナーは一般のメッセージから選ばれたメッセージを取り上げている為、コーナー宛のメッセージは募集していない。「古畑任三郎」シリーズのパロディーで、テーマ曲（ジングル）も「本家」と同じものが使用される。
- ★留守電メッセージ供養
  - 2022年10月開始。リスナーが残した留守電を紹介。一回につき30秒以内という制限がある。ジングルやBGMはかつてのコーナー「今週のメッセージ供養」のものが再利用されている。同局で1990年代に放送されていた若者向け夜ワイド「おー!わらナイト」で、ジングルとしても利用されていた同形態の企画「留守電メッセージ」[19]へのオマージュ。

### 終了したコーナー

#### 「糸永 大輔」時代
☆印は「糸永 大輔〜」の最終回まで放送されたコーナー

##### 9時台
- ☆今週のニュースフラッシュ[20]

##### 10時台
- ☆あの時この曲
  - 10時代前半の大半を占めるコーナー。リスナーから人生の節目節目での思い出の曲（3曲程度）をエピソードとともに募集する。ジングルにはスパイダース「あの時君は若かった」が使用されている。
- 糸永有希の「ヒトゴト」
  - タイトルは同局の番組「村上美香のヒトコト」[21]のパロディー。ジングルも「本家」と全く同じものが使用されていたが、内容は全く異なる。糸永休演時は休止となっていた。「ヒトゴト相談室」に発展する形で、2021年9月25日限りで終了。

##### 11時台
- 大輔の「ラテ争論」
  - タイトルは同局テレビでも放送されていた「筑紫哲也 NEWS23」のコーナー「多事争論」へのオマージュで、テーマ曲（ジングル）も当該番組にて1997年9月から2005年3月迄テーマ曲として使用された坂本龍一作曲の「put your hands up」が使用されている。自称「超テレビっ子で超ラジオっ子」の渡辺が、系列局[22]や熊本での放送歴、熊本への関連のあるなし[23]を問わず、過去放送されていたテレビ番組やラジオ番組の思い出話を繰り広げる。「ボキャブラ天国」シリーズ（FNN系）を紹介した2023年1月28日放送を最後に終了。
- ☆イトダイのピピっとユピテル
  - 2023年2月4日開始。渡辺が熊本県内の様々なドライブスポットを紹介する。専用ブログがある[24]。尚、南日本放送の土曜日午後の番組「青だよ!たくちゃん!」でも同企画[26]が放送されている。
- 今週のメッセージ供養
  - 同局の番組で、基本的にその週に紹介されなかった投稿を紹介する。尚、投稿には必ず、どの番組で読まれなかったか（例:「ラジてんで紹介されなかった」）を書いた上で、この番組に再投稿する必要がある。コーナーのテーマ曲（ジングル）には、中島みゆき「うらみ・ます」が使用されていた。しかし、このコーナーは2020年12月26日放送を以て（僅か3か月足らずで）終了[27]。後に「留守電メッセージ供養」を実施するにあたり、ジングルが再利用されている。
- イトダイ帰りの会
  - 前掲のコーナーに代わり2021年1月9日開始。小学校における所謂「帰りの会」のようなコーナーで、TBSラジオで年末恒例企画となっている「TBSラジオ珍プレー好プレー大賞」[28]を週単位にした様な形態であった。その週或いはその前の週に同局で放送された番組（ネット番組含む）における、面白かった発言や良いこと悪いこと（その中でも特に、絶妙に突っ込めて笑えるもの）をリスナーから募集し紹介する。投稿には放送日と番組名を明記する必要がある。尚、「帰りの会」というコンセプト故に（収録音声ではあるが）「先生」が登場する。当初は「宮脇先生」として開始当時の同局ラジオ制作部長・宮脇利充[29]が登場していたが、宮脇は定年退職[X 21]に伴い2021年3月27日[30]をもって「卒業」し、4月3日からは「江上先生」[X 22]こと、この年から12年振りにラジオ番組へ復帰したばかりの江上浩子（同局ラジオ制作部所属の元同局アナウンサー）が登場する様になる[31]が、2022年9月の改編で終了。

## タイムテーブル

### 2024年7月時点
※公開生放送時は一部コーナーをカットする。

#### 9時台
- 9:00 オープニングトーク
- 9:05 熊日ニュース[32]
- 9:11頃 天気予報[33]
- 9:15頃八ちゃん堂・クイズムーンリバース[14]
- 9:55頃 ものまねオールスターリクエスト

#### 10時台
- 10:00 10時台オープニング
- 10:01頃 熊日ニュース[34]
  - 10:10頃 ラジオショッピング（不定期）
- 10:20頃 やらかけ流し温泉
- 10:35頃 クイズムーンリバース・リピート編
  - 10:40頃 なんだー・ジェンダー・そうなんだぁ（第3・4週）
- 10:50頃 ヒトゴト相談室
- 11時の時報直前に、糸永アナが「お聴きの放送はRKK熊本放送です。JOBF」と局名告知をすることがお約束になっている。

#### 11時台
- 11:00 11時台オープニング
  - 11:03頃 ミミーリポート（不定期）[35]
- 11:10頃 糸畑任三郎
- 11:20頃 留守電メッセージ供養
- 11:25頃 エンディングトーク・ムーンリバースの答え合わせ

### 過去のタイムテーブル

#### 2023年4月時点

##### 9時台
- 9:00 オープニングトーク
- 9:05 熊日ニュース[36]
- 9:11頃 天気予報[33]
- 9:15頃 八ちゃん堂・クイズムーンリバース[14]
- 9:20頃 今週のニュースフラッシュ[20]
- 9:30頃 糸永有希 or 渡辺大輔のヒトリゴト
- 9:35頃 糸永・大輔お勧めショッピング
- 9:45頃 今週のミュージックスター
- 9:55頃 ものまねオールスターリクエスト

##### 10時台
- 10:00 10時台オープニング
- 10:02頃 熊日ニュース[34]
- 10:10頃 あの時この曲
- 10:35頃 クイズムーンリバース・リピート編
  - 10:40頃 なんだー・ジェンダー・そうなんだぁ（不定期）[37]
- 10:50頃 ヒトゴト相談室

##### 11時台
- 11:00 11時台オープニング
  - 11:03頃 ミミーリポート（不定期）[41]
- 11:10頃 イトダイのピピっとユピテル
- 11:20頃 留守電メッセージ供養
- 11:25頃 エンディングトーク・ムーンリバースの答え合わせ

## 特別番組

### 2021年の正月特別番組
イトダイ新春増刊号（イトダイしんしゅんぞうかんごう）は、2021年1月1日に放送された特別番組。
通常の放送時間ではないこともあり、かつてフジテレビ系列で放送された「笑っていいとも!増刊号」にちなんだ「新春増刊号」のサブタイトルがつけられた。

#### 主なコーナー
- 増刊号というより特大号なオープニング[X 23]
  - 渡辺による「笑っていいとも!特大号」においてタモリが牧師に扮し行っていた「説教」のものまねが主。
- イトダイ的今年の運勢大発表![X 23]
- 紅白もビックリ、糸永アナの熱唱![X 23]
  - 糸永が「天城越え」等をカラオケで歌唱した。
- ものまねHEROESリクエストスペシャル[X 23]
  - 通常放送におけるものまねコーナーを発展させたもの。

### 2022年の正月特別番組
ラジオで新年祝ってます!電リク祭り2022（らじおでしんねんいわってます!でんりくまつり2022）は、RKKラジオの2022年正月の「電リク」特番として、当番組のフォーマットを基に2022年1月1日に放送された特別番組。

#### 主なコーナー
- モノマネ電話リクエスト（第1部）・始まりの曲リクエスト（第2部）
  - 2016年以降、毎年RKKラジオの正月特番で実施されており、この番組のコアを成す所謂「電リク」企画。「モノマネ電話リクエスト」は糸永及び渡辺が誰のモノマネをしているかを電話に出た聴取者がクイズ形式で解答するものであった。
- 糸永有希の誓い言
  - 糸永の冠コーナーで「ヒトゴト相談室」のスピンオフ。
- RKKラジオの始業式
  - 「イトダイ帰りの会」のスピンオフ。
- 新春リポート
  - 熊本市内（1号）[X 24]及び阿蘇地方（2号[44]）に出向いた「ミミー号」からのリポート。

### 2023年の正月特別番組
RKK新春歌まつり（RKKしんしゅんうたまつり）は、RKKラジオの2023年正月の特番として、当番組と同一のスタッフが手掛け、2023年1月1日に放送されたカラオケを中心にした特別番組。

#### 主なコーナー
- 新春電話リクエスト 
  - 2022年の特番とは異なり、出演者と聴取者が電話で話す例年通りの形式であった。電話担当は上岡梨紗（RKKアナウンサー）。
- 新春カラオケリクエスト
  - この番組のコアを成す企画。出演者が聴取者のリクエストをカラオケで歌唱する企画で、第一興商の協力で「DAM」が使用された。尚、第1部ではすみママ、第3部では当時のラジオ制作部長江上浩子[X 28]が乱入し、奥田、塚原と共に歌を披露した。
- 新春リポート
  - ラジオカー「ミミー2号」からのリポート。南関町（糸永の祖父宅の雑煮をリポート[X 29]）→九州自動車道玉名パーキングエリア下り線[X 30]→熊本市（別所琴平神社[X 31][X 32]）と移動し、エンディングではリポーターの2人がスタジオ出演。